# Lagunillas kommun, San Luis Potosí
Lagunillas är en kommun i Mexiko.   Den ligger i delstaten San Luis Potosí, i den centrala delen av landet, 250 km norr om huvudstaden Mexico City. Antalet invånare är 5 774. Arean är 540 kvadratkilometer.
Terrängen i Lagunillas är huvudsakligen kuperad, men åt sydväst är den bergig.
Följande samhällen finns i Lagunillas:
- El Quelitalillo
- Laguna Verde
- La Línea
- La Rodada
- El Limón